# 리보니아 십자군

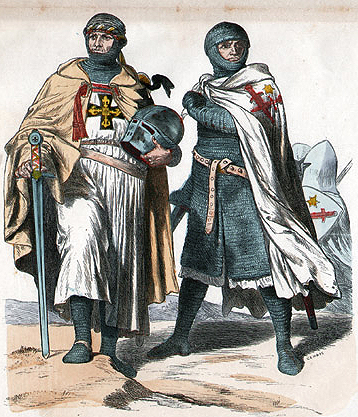
리보니아의 튜턴 기사와 검의 형제단원

리보니아 십자군은 12~13세기에 교황이 승인한 북방십자군의 일환으로 중세 리보니아에서 벌어진 여러 차례의 기독교 십자군 활동을 말한다. 리보니아 십자군은 주로 신성 로마 제국과 덴마크 왕국이 주도하였으며 이 지역에 테라 마리아나와 덴마크령 에스토니아 공국이 수립되며 끝났다. 발트해 동안에 위치한 이 지역은 유럽에서 가장 늦게 기독교화가 이루어진 지역으로, 당시까지 라트비아계 및 에스토니아계 주민들은 토착 발트 신앙을 믿고 있었다. 이 시기에 관한 자료는 주로 하인리히의 리보니아 연대기를 기반으로 한다.
1207년 정복된 영토에 세워진 신정 국가 테라 마리아나는 본래 신성 로마 제국의 공국으로 수립되었으나 1215년 교황 인노첸시오 3세에 의해 교황청의 봉신국으로 선포되었다. 십자군 완료 이후 튜턴 기사단과 덴마크 세력이 정복한 영토는 모데나의 빌헬름에 의해 6개의 봉건 국가로 분할되었다.

## 같이 보기
- 하인리히의 리보니아 연대기
- 벤트 십자군
- 발트 신화